# Граф Ботвелл
Граф Ботвелл, в другом написании граф Босуэлл (англ. Earl of Bothwell) — шотландский графский титул. Создан в 1488 году, упразднён в 1567 году; воссоздан в 1587 году, вновь упразднён в 1612 году.
Известные представители:
- Патрик Хепберн, 1-й граф Ботвелл (ум. 1508)
- Адам Хепбёрн, 2-й граф Ботвелл (ок. 1492 — 1513)
- Патрик Хепбёрн, 3-й граф Ботвелл (1512—1556)
- Джеймс Хепбёрн, 4-й граф Ботвелл (ок. 1535 — 1578) — 3-й муж Марии Стюарт
- Фрэнсис Стюарт, 5-й граф Ботвелл (1563 — 1612)